# Église de Kangasala
L'église de Kangasala (en finnois : Kangasalan kirkko) est une église située à Kangasala en Finlande.

## Histoire
La construction d'une nouvelle église était déjà évoquée dans les années 1730, mais les travaux de construction ne commencèrent qu'en 1764. Antti Piimänen était le maître d'œuvre et Gust Rosenberg le maître maçon. L'église fut consacrée sans clocher en novembre 1767 et fut nommée église du prince Gustave.
À l'origine, le clocher était situé en face de l'église, sur Tapulinmäki. Le clocher et l'église furent finalement achevés à l'automne 1776. Cependant, la construction n'était pas bonne dans l'ensemble et lors de l'inspection de l'évêque en 1780, des fissures furent découvertes dans la tour du cl8cher, qui auraient dû être réparées de toute urgence. Cependant, les travaux de réparation tardèrent à démarrer et la tour tomba en mai 1782, emportant avec elle une partie de la clôture en pierre du cimetière. La planification de la construction de la nouvelle tour a commencé en 1785, mais les travaux de construction proprement dits n'ont commencé qu'en mai 1799. Le début des travaux de construction avait apparemment été retardé par les années de toiture et la pauvreté. La nouvelle tour fut achevée à l'automne 1800.

## Description

### Intérieur de l'église

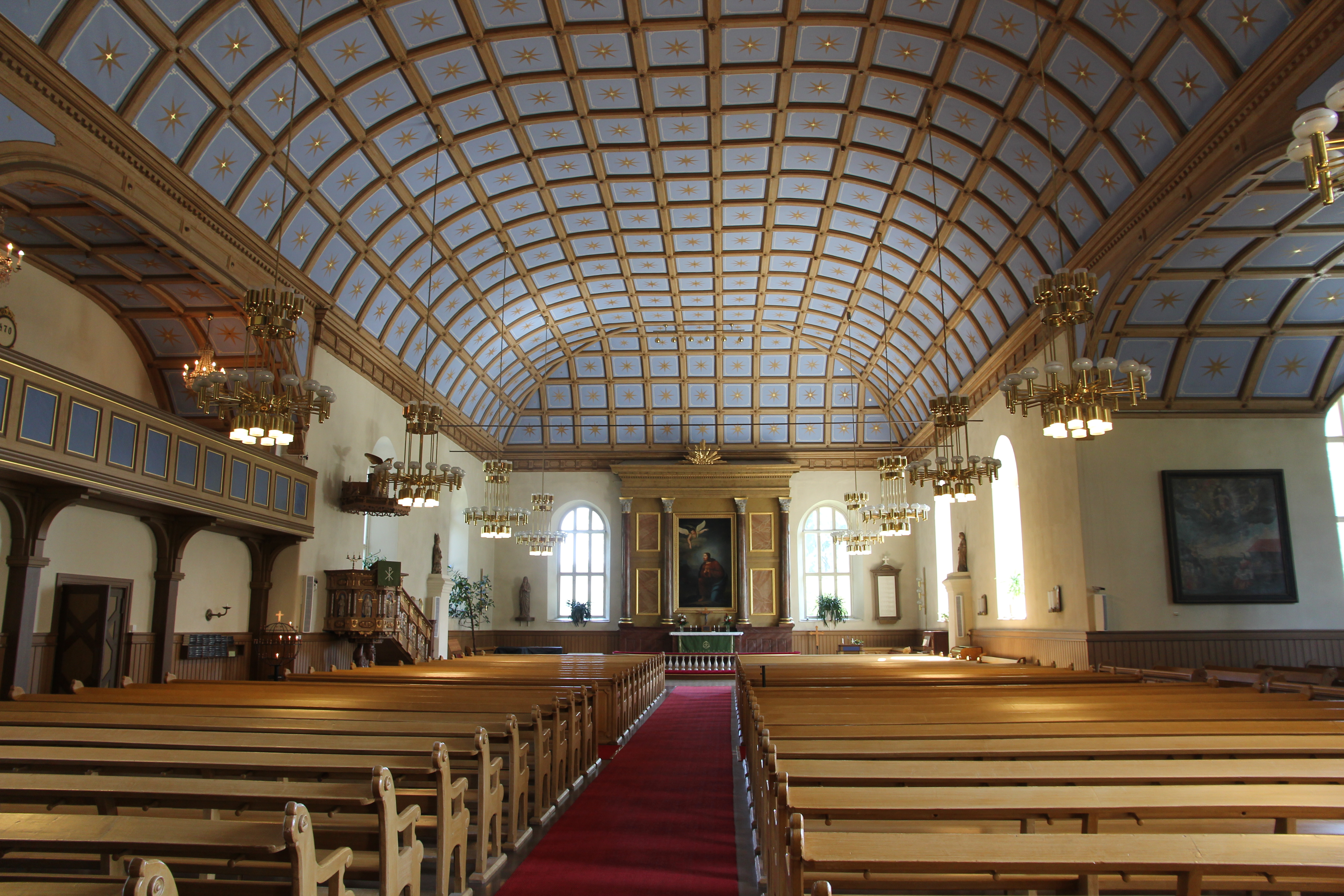
Intérieur de l'église.

À l'heure actuelle, l'église est en partie dans l'état de rénovation de la fin des années 1980 et en partie dans l'état de rénovation de l'été 2017. 
Des objets d'églises précédentes ont également été conservés dans l'église. 
Des sculptures médiévales de saints sont placées sur le mur de l'autel et des deux côtés de celui-ci.
Les sculptures sont datées du XVe siècle. 
À côté de la chaire se trouve saint Henri, en face de l'apôtre Jean et à côté de l'autel se trouve la Vierge Marie en deuil. 
Surtout dans la sculpture représentant la Vierge Marie, des restes visibles de la coloration de la statue sont encore visibles.
À l'été 2017, l'autel a été détaché du mur. Le nouvel autel a été mis en service lors du 250e anniversaire de l'église de Kangasala et du 650e anniversaire de la paroisse de Kangasala dans l'église de Kangasala le 29 octobre 2017, sous la direction de Mgr Matti Revo.

## Biographie
- Hytönen, Pentti: Kangasalan kirkko ja sen palvelijat 1400−1995. Kangasalan seurakunta, Kangasala 1995.
- Hytönen, Pentti; Juvonen, Kirsti; Puula, Leo (ed.): Kangasalan kirkkomaat. Kangasala-Seura ry., Kangasala 1998.
- Jäntti, Juha: Liuksialan kappeli vaalii vuosisatojen perinnettä. Kotikirkko. Kangasalan seurakunnan juhlaliite 5/2017, 4−5.
- Ojanen, Eeva: Kuhmalahden seurakunnan historia. Kuhmalahden seurakunta, Kuhmalahti 1992.

## Galerie

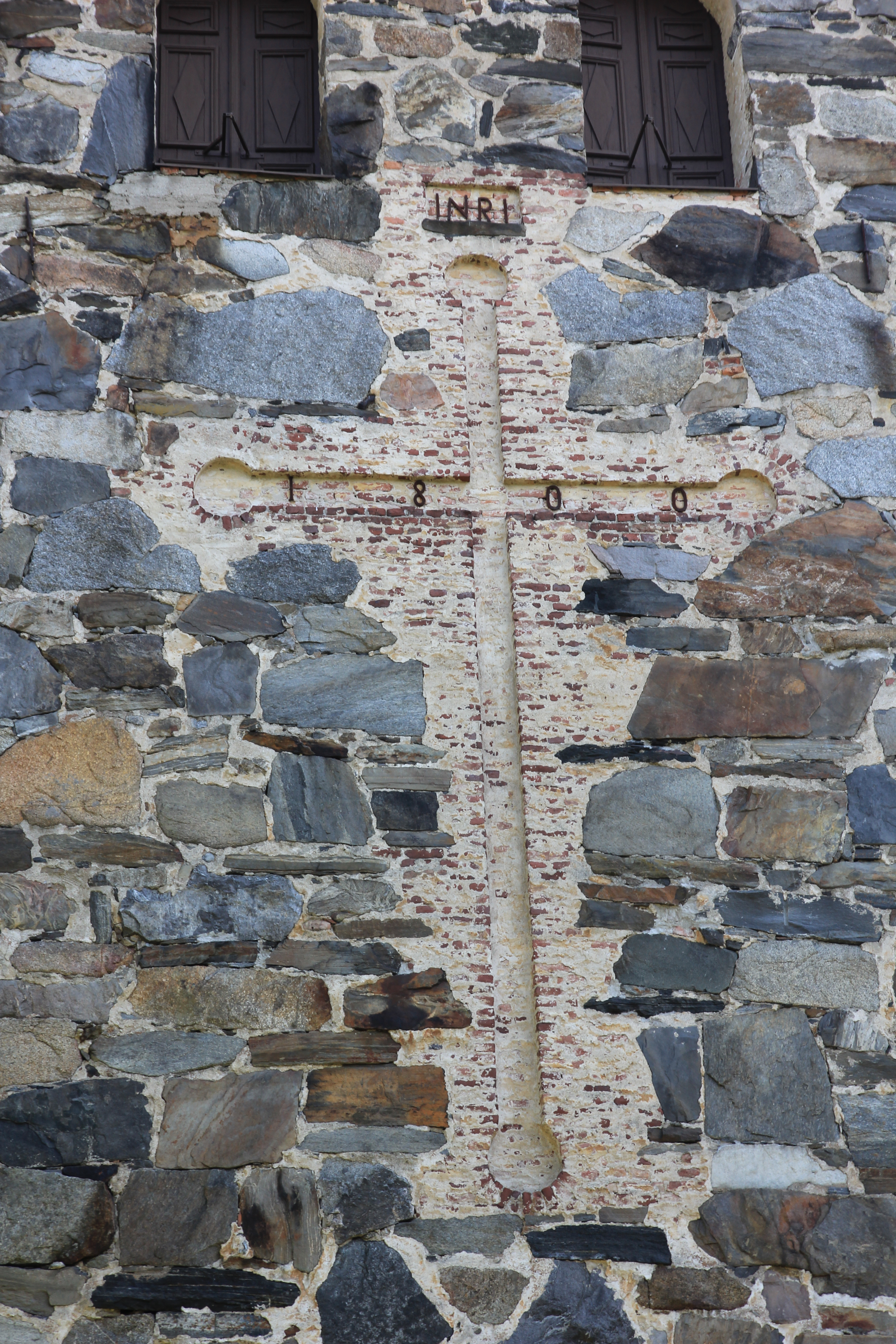
Croix du clocher.
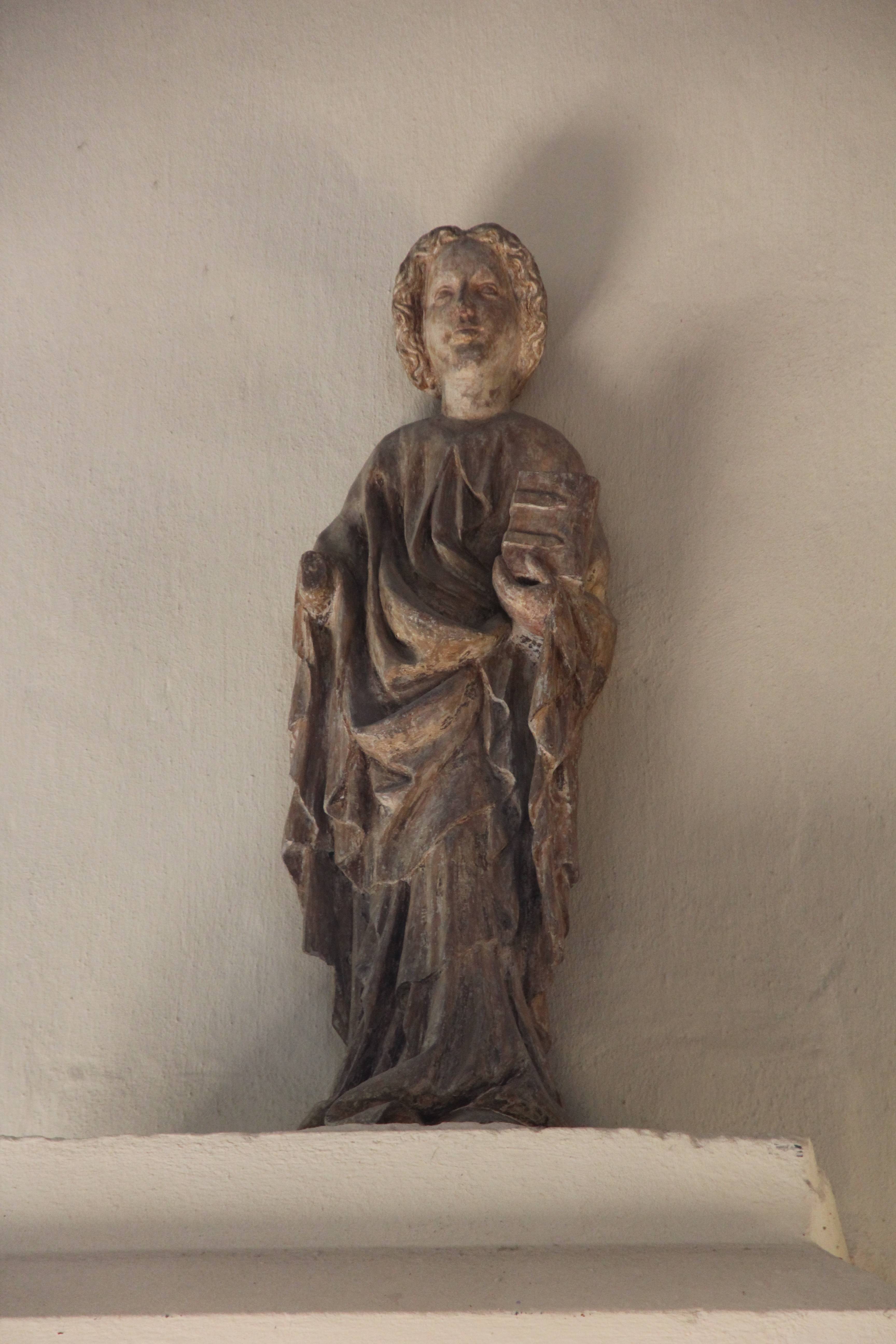
Statue de l'apôtre Jean.
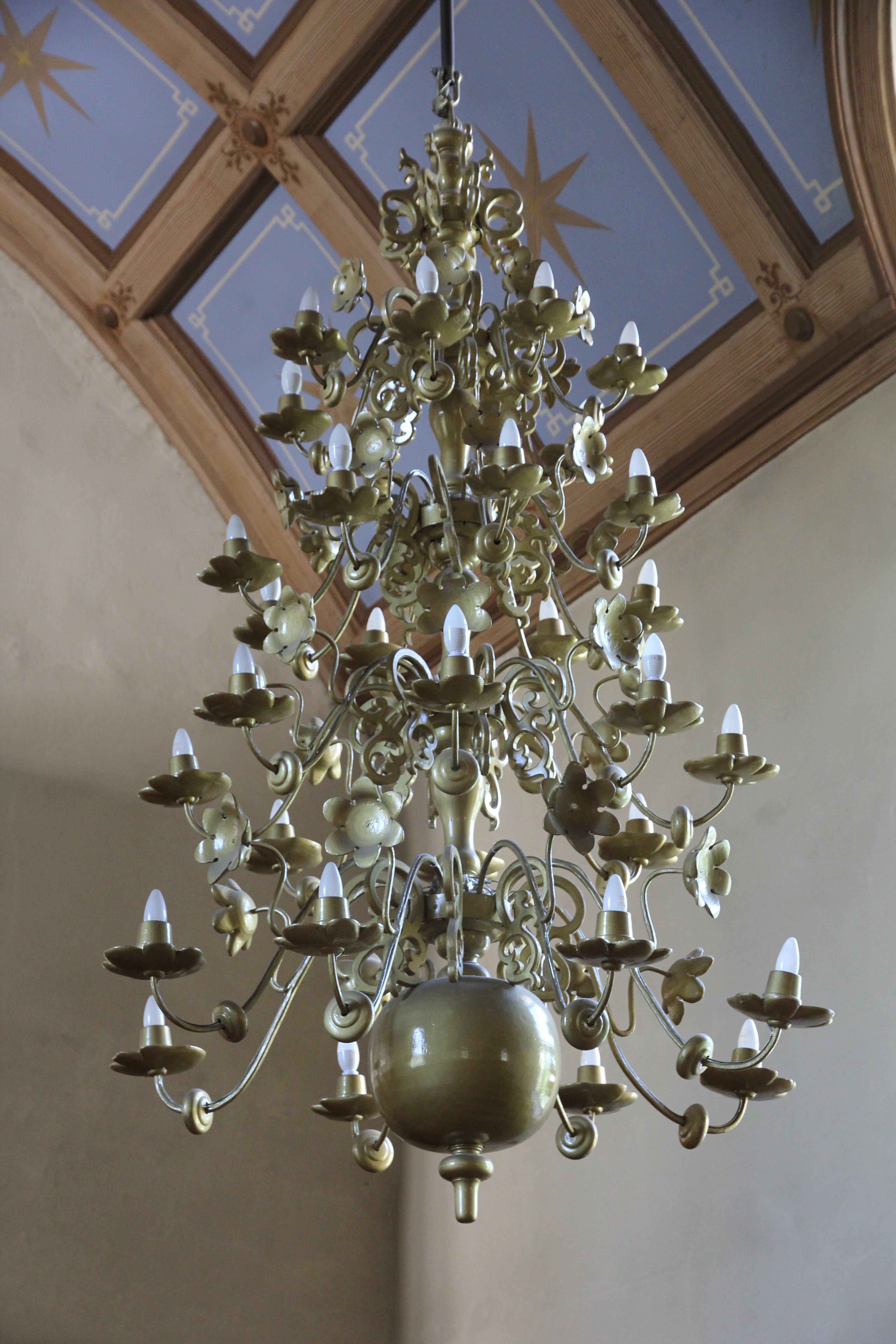
Lustre.
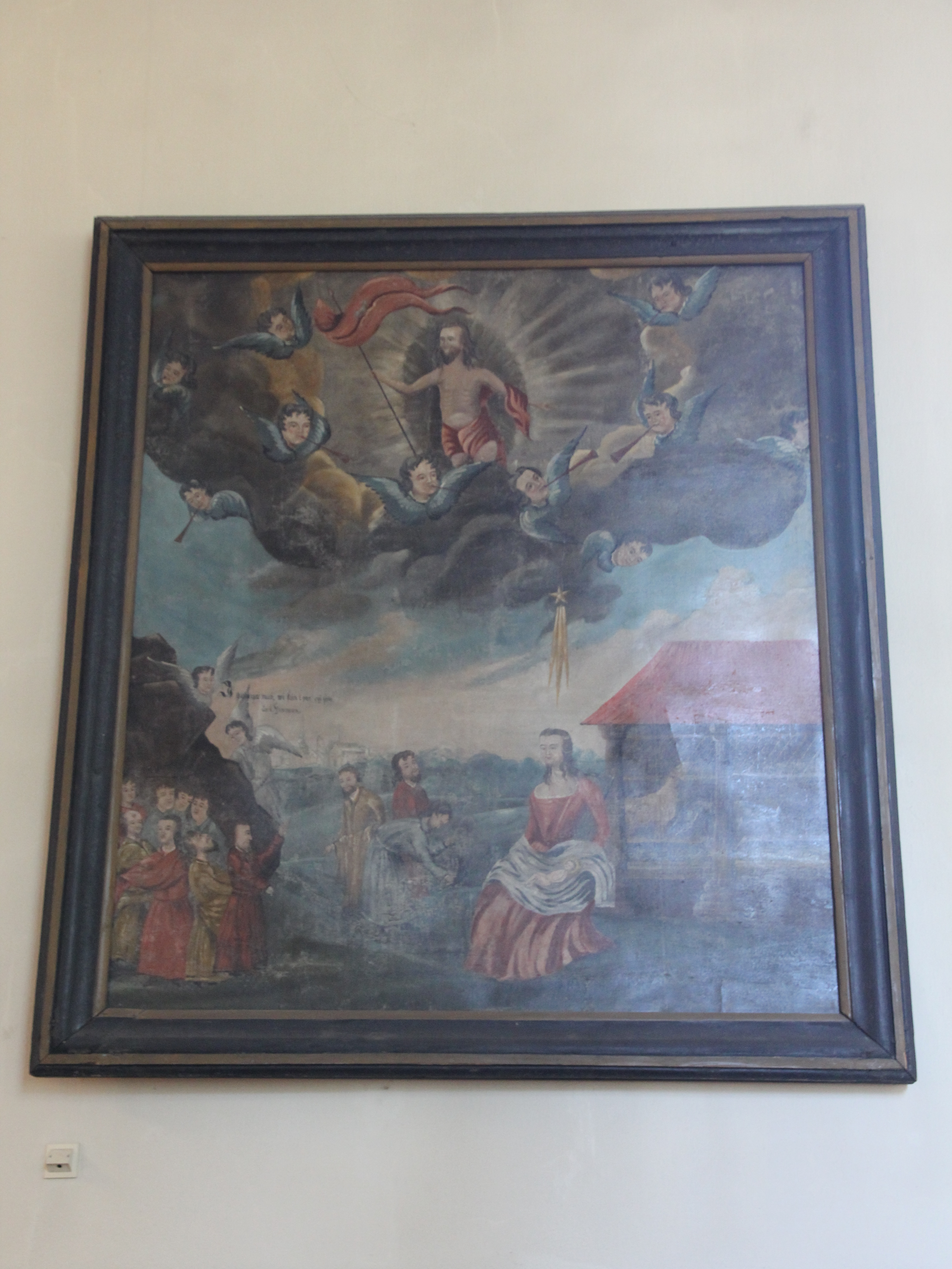
Ancien retable.

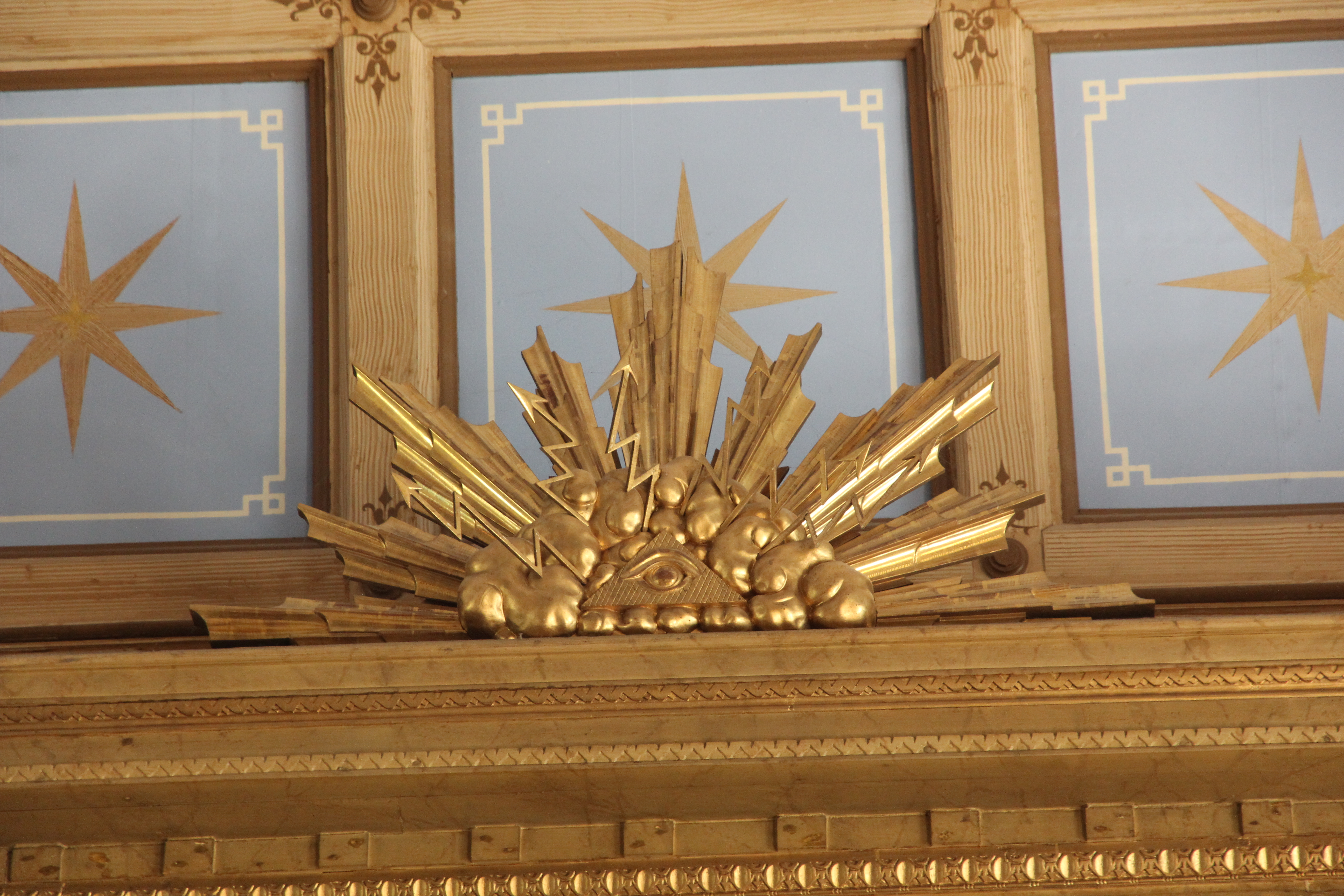
Œil de la Providence
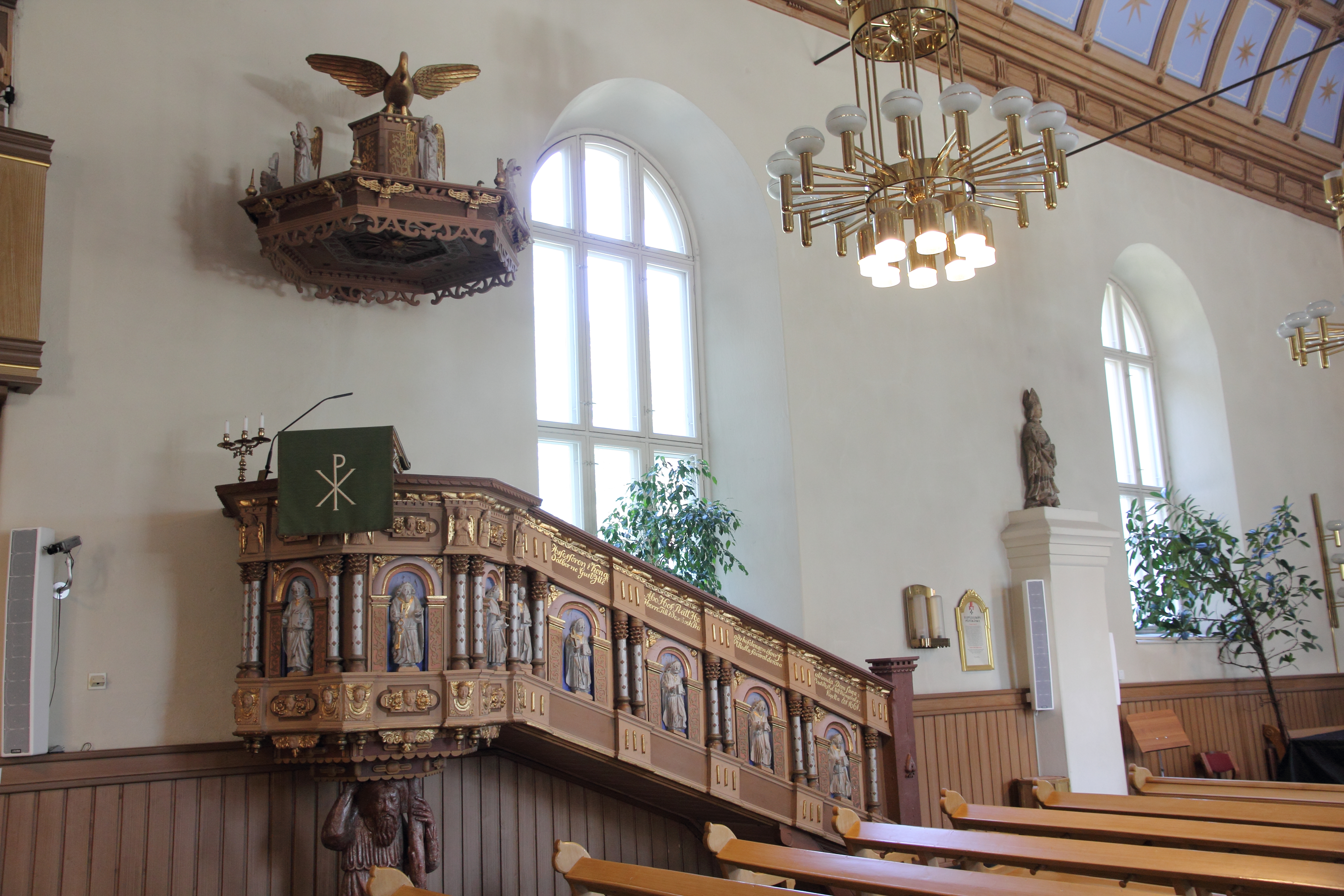
La chaire.
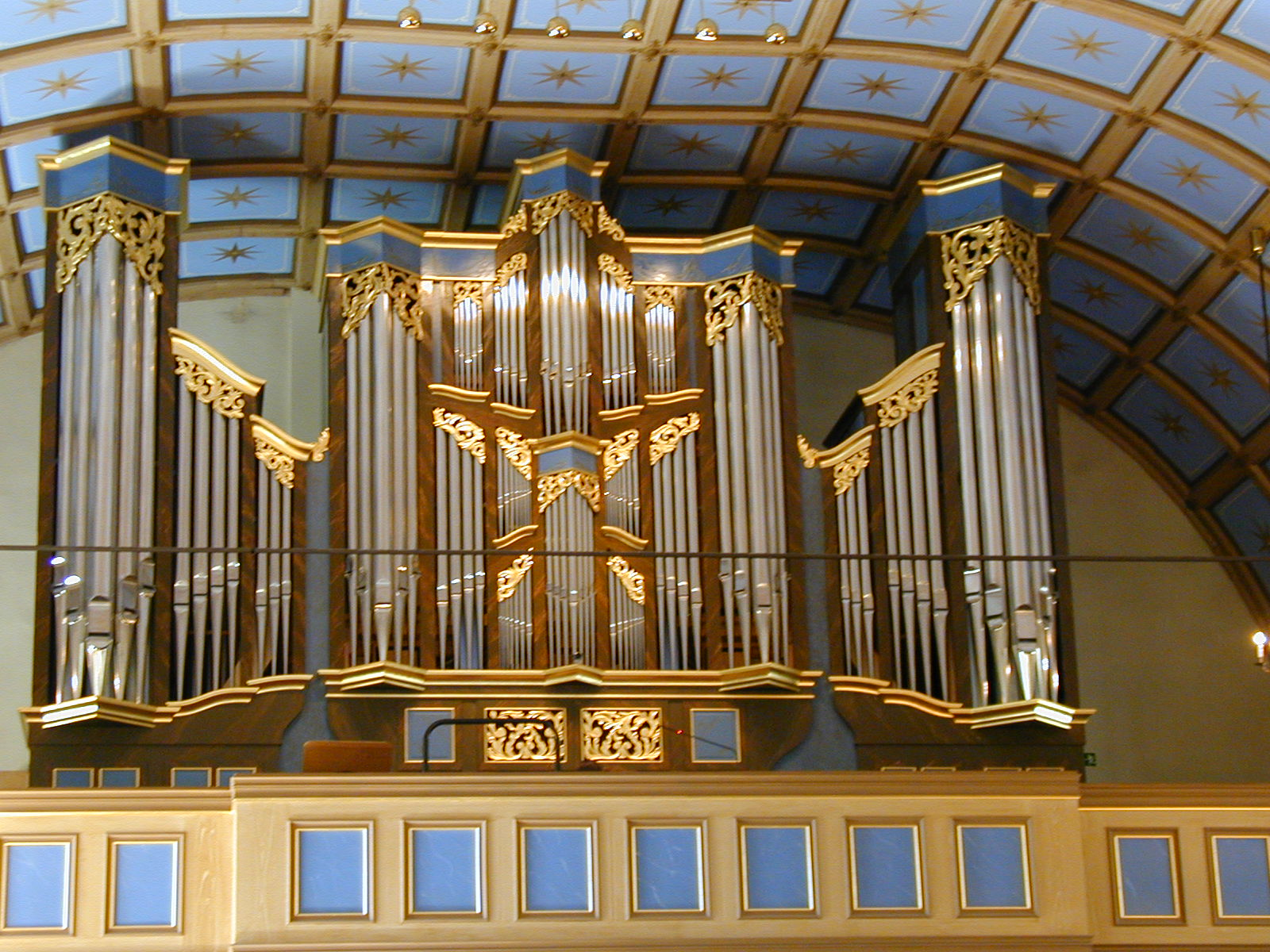
Orgue de l'église.